# Паоло Таон ді Ревель
Паоло Таон ді Ревель (італ. Paolo Camillo Margherita Giuseppe Maria Thaon di Revel, 10 червня 1859, Турин - 24 березня 1948, Рим) - італійський адмірал та політик.

## Біографія
Паоло Таон ді Ревель народився 10 червня 1859 року в Турині. Походив зі шляхетного роду з Ніцци та П'ємонту Таон ді Ревель. Його батько Оттавіо Таон ді Ревель був політиком, міністром фінансів Сардинського королівства та сенатором Королівства Італії.
У 1873 році Паоло Таон ді Ревель вступив до Школи військово-морського флоту в Неаполі, через два роки перейшов до Школи військово-морського флоту в Генуї, яку закінчив у 1877 році у званні гардемарина. Ніс службу на броненосці «Аффондаторе», фрегаті «Джузеппе Гарібальді». У 1880 році отримав звання молодшого лейтенанта, у 1886 році - лейтенанта, у 1896 році - капітана III рангу, і 4 роки був ад'ютантом короля Умберто I.
5 травня 1898 року Паоло Таон ді Ревель одружився з Ірене ді Енріко Мартіні (італ. Irene di Enrico Martini di Cigala e Cocconato). У шлюбі народились дві дочки: Джованна (1899) і Клоринда (1905).
У 1900 році отримав звання капітана II рангу, був заступником командира броненосця «Амміральйо ді Сан-Бон». У 1904 році отримав звання капітана I рангу. Протягом 1904-1905 років керував Школою механіків у Венеції, потім, до кінця 1907 року - Військово-морською академією в Ліворно.
Протягом 1907-1909 років Паоло Таон ді Ревель командував новим пре-дредноутом «Вітторіо Емануеле». У грудні 1908 року корабель взяв участь в рятувальній операції після Мессінського землетрусу.
У 1910 році Паоло Таон ді Ревель отримав звання контр-адмірала. У лютому 1911 року він був призначений ад'ютантом короля Віктора Емануїла III. На цій посаді він перебував до серпня того ж року, після чого був призначений командувачем 2-ї морської дивізії I ескадри.

### Італійсько-турецька війна
2-га морська дивізія складалась з крейсерів «Франческо Ферруччо» (флагманський корабель), «Варезе», «Джузеппе Гарібальді», «Марко Поло» та «Коатіт». Дивізія здійснила обстріли лівійського узбережжя, зокрема Триполі. Потім вона була переведена у східне Середземномор'я.24 лютого 1912 року «Франческо Ферруччо» та «Джузеппе Гарібальді» поблизу Бейруту потопили  турецький броненосець «Авні-Іллах» та міноносець «Анкара». Пізніше дивізія здійснювала блокаду Дарданелл.
За участь у війні Паоло Таон ді Ревель був удостоєний звання Командора Савойського військового ордена. 
У 1913 році він отримав звання віце-адмірала та був призначений начальником генерального штабу флоту замість адмірала Карло Рокка Рея. На цій посаді він просував будівництво легких кораблів та розвиток морської авіації.

### Перша світова війна
На момент вступу Італії у Першу світову війну 24 травня 1915 року в командуванні італійського флоту не було одностайності щодо характеру бойових дій. Командувач флоту герцог Луїджі Амедео та адмірали Енріко Мілло і Умберто Каньї були прихильниками рішучих дій у відкритому морі. Вони бажали помститись флоту Австро-Угорщини за поразку біля Лісси у 1866 році. Паоло Таон ді Ревель у свою чергу вважав, що велика морська битва між двома флотами має невелику імовірність через появу міноносців та підводних човнів, широке застосування морських мін та морської авіації. 
Вже перші сутички з австро-угорським флотом довели правоту Паоло Таона ді Ревеля. Підводними човнами австро-угорського флоту були потоплені крейсери «Джузеппе Гарібальді» та «Амальфі», а у своїх портах внаслідок вибуху боєзапасу загинули лінкори «Бенедетто Брін» і «Леонардо до Вінчі» (на той момент вважалось, що це були диверсії ворога, але після війни з'ясувалось, що це були нещасні випадки).
Тим не менше, 1 жовтня 1915 року Паоло Таон ді Ревель був усунутий з посади начальника штабу флоту і призначений командувачем Військово-морського командування у Венеції.
На новій посаді Паоло Таон ді Ревель розгорнув активну діяльність  з протидії можливому наступу ворога на морі, в повітрі та на суші. Зокрема, він сприяв посиленню авіації, застосуванню бронепоїздів; формував загони морської піхоти, а також підрозділи MAS. Завдяки цій стратегії 10 грудня 1917 року в бухті Трієста був потоплений австро-угорський лінкор «В'єн»; 10 червня 1918 року біля острова Премуда  був потоплений лінкор «Сент Іштван».
На заключному етапі війни, 1 листопада 1918 року, італійські бойові плавці потопили лінкор «Вірібус Унітіс», щоб він не дістався новоствореному Королівству Сербів, Хорватів і Словенців.
На суші після поразки Італії в битві при Капоретто восени 1917 року Паоло Таон ді Ревель організував нові лінії оборони вздовж річки П'яве та лагуни Венеції. Наприкінці війни було здійснене бомбардування Дураццо, а також окупація Істрії та Далмації.

### Політична кар'єра
У 1917 році Паоло Таон ді Ревель призначений сенатором, а також знову обійняв посаду начальника генерального штабу флоту. У 1918 році отримав звання адмірала.
Після закінчення війни брав участь в Паризькій мирній конференції (1919—1920).
У 1919 році залишив посаду начальника штабу флоту і був призначений генеральним інспектором флоту. У 1920 році став президентом Комітету адміралів. Протягом 1921-1923 років був президентом італійського географічного товариства.
З 1922 по 1925 рік був міністром Військово-морських сил в уряді Беніто Муссоліні. На цій посаді в складний у соціальному та економічному плані період займався реструктуризацією флоту. Зокрема, у цей період були закладені нові лінкори, важкі крейсери типу «Тренто», а також перші великі підводні човни. Коли у 1923 році були сформовані Королівські повітряні сили Італії, які об'єднали в одну структуру як авіацію армії, так і флоту, Паоло Таон ді Ревель домігся того, щоб певна частка авіації перебувала під контролем флоту для повітряної боротьби над морем.
У 1923 році отримав титул «Герцог моря» (італ. Duca del Mare), у 1924 - єдиний в історії Італії отримав звання «Великий адмірал» (італ. Grande ammiraglio), еквівалентне званню «Маршал Італії».
У 1941 році Паоло Таон ді Ревель разом з генералом армії П'єтро Аго та генералом авіації Джузеппе Манно був призначений головою комісії з розслідування причин поразки Італії в Східноафриканській кампанії.
Після падіння фашистського уряду 25 липня 1943 року король призначив Паоло Таона ді Ревеля Президентом Сенату.
Помер у Римі 24 березня 1948 року. Похований в базиліці Санта-Марія-дельї-Анджелі-е-деї-Мартірі.

## Вшанування
На честь Паоло Таона ді Ревеля названі численні вулиці та площі у багатьох містах Італії.
Також на його честь названий головний корабель «Paolo Thaon di Revel (P 430)» однойменної серії багатоцільових сторожових кораблів прибережної зони, який вступив у стрій у 2022 році.

## Нагороди

### Італійські
- Вищий орден Святого Благовіщення
- Командор Савойського військового ордена
- Великий офіцер Савойського військового ордена
- Кавалер Великого хреста Савойського військового ордена
- Хрест «За військові заслуги» (нагороджений тричі)
- Кавалер Великого хреста Ордена Святих Маврикія та Лазаря
- Кавалер Великого хреста Ордена Корони Італії
- Кавалер великого хреста Колоніального Ордену Зірки Італії
- Кавалер Савойського цивільного ордена
- Кавалер Великого хреста Мальтійського ордена
- Пам'ятна медаль італійсько-турецької війни 1911—1912
- Медаль за заслуги під час рятувальної операції після Мессінського землетрусу
- Пам'ятна медаль за рятувальну операцію після Мессінського землетрусу

### Іноземні
- Орден Карлоса III (Іспанія)
- Медаль «За видатні заслуги» ВМС США